# Bionectria grammicospora
Bionectria grammicospora är en svampart som först beskrevs av Ferd. & Winge, och fick sitt nu gällande namn av Schroers & Samuels 2001. Bionectria grammicospora ingår i släktet Bionectria och familjen Bionectriaceae.   Inga underarter finns listade i Catalogue of Life.